# 鋼鐵小子
鋼鐵小子（英文：Iron Lad），本名納薩尼爾·理查茲（Nathaniel "Nate" Richards），是一名虛構超級英雄。出現於漫威漫畫的青年復仇者（Young Avengers）系列，為該聯盟成員之一。鋼鐵小子首次登場於《青年復仇者》第一集（2005年4月出版），由作家Allan Heinberg和漫畫家Jim Cheung創作。鋼鐵小子是征服者康的青少年版本，卻極力避免成為反派；擁有一套生物控制戰甲，可以藉由腦波指令控制變形。

## 人物經歷
納森尼爾·理查斯（Nathaniel Richards）出生於西元31世紀。在高中時期，他被征服者康，即來自未來的自己所拯救，使他免於被霸凌的命運。康製造並給了理查斯一套能夠使他控制念力的裝甲，裝甲可以直接讀取穿戴者的意念作出指令。康帶領理查斯見識他的未來以及成為一名征服者的歷程，希望能藉此拉攏理查斯；但理查斯卻不願意成為一名反派，於是利用裝甲的時空穿梭功能逃至20世紀尋求復仇者聯盟的幫助。但到了20世紀後，理查斯發現復仇者聯盟已經解散（Avengers Disassembled），求助無門的理查斯利用戰甲潛入東尼·史塔克的工業倉庫並發現幻視的殘骸。
理查斯將幻視的所有檔案下載至裝甲中，發現一個關於重組復仇者聯盟的計畫。理查斯於是利用此計劃召集一群英雄，成立“青年復仇者”（Young Avengers），協力對抗征服者康和重建自己的未來。理查斯以鋼鐵人的裝甲為原型改裝自己的裝甲並自稱「鋼鐵小子」。在期間，鋼鐵小子和蟻人的女兒凱西·朗恩產生浪漫的關係。
但康最終仍找到理查斯並要求他回到未來，否則會破壞時間線的穩定。理查斯不願意成為反派，與青年復仇者以及美國隊長和鋼鐵人對抗征服者康。最後理查斯成功用劍刺殺康。然而，康的死亡導致數條時間線產生變化，包括復仇者聯盟全數陣亡以及青年復仇者的部分成員消失等。體認到此嚴重性的理查斯決定回到未來，只好接受自己成為反派的命運以重置一切。在踏入時空門前，理查斯要求同伴會原諒自己在未來的所作所為並和凱西吻別。理查斯留下自己的裝甲並啟動幻視的作業系統；裝甲成為新的年輕幻視Jona，並擁有理查斯的一切記憶和情感。

## 能力
鋼鐵小子的裝甲擁有控制神經的系統和能藉由心靈控制來使裝甲變形的奈米科技。此裝甲亦給予理查茲超人的力量和飛行能力。此外，它還能發射各種能量衝擊光束、入侵電腦、產生磁場以及像征服者康一樣穿越時空。